# Vicenç Bou
Vicenç Bou i Geli (Torroella de Montgrí, 19 de enero de 1885-6 de enero de 1962) fue un compositor español, que destacó como autor de sardanas.

## Biografía
Se inició en el mundo de la sardana como instrumentista de cobla, tocando el flabiol, el trombón y el violín. En 1909 fue nombrado director de la cobla Els Montgrins. Entre sus sardanas destacan El saltiró de la cardina, L'alegria del poble, La monja jove y Mirant al mar. Compuso un total de ciento cinco sardanas.
Gracias al éxito de sus composiciones, en 1928 se trasladó a Barcelona, donde entró en el mundo del espectáculo del Paralelo y muchas intérpretes de la época, como Raquel Meller, Goyita y Pilar Alonso, cantaron sus melodías. Tras la Guerra Civil regresó a su pueblo natal.